# Rhinichthys cataractae
Rhinichthys cataractae o carpita rinconera es una especie de peces Cypriniformes de la familia Cyprinidae.

## Morfología
Los machos pueden llegar alcanzar los 22,5 cm de longitud total.
Número de  vértebras: 40-42.

## Alimentación
Come  efímeras,  moscas negras y mosquitos. 

## Hábitat
Es un pez de agua dulce y de clima templado.(4 °C-16 °C).

## Distribución geográfica
Se encuentran en Norteamérica, incluyendo los Grandes Lagos de América del Norte.